# Graafsbos
Het Graafsbos is een bos en natuurgebied in de Antwerpse gemeente Merksplas, dat zich bevindt in het noorden van deze gemeente.
Het ongeveer 140 ha grote gebied wordt beheerd door het Agentschap Natuur en Bos. Ten oosten van het bos ligt Klavier Emmaüs, een dienstverleningscentrum voor personen met een beperking dat tot 2020 de naam 't Zwart Goor had.

## Geschiedenis
In de 17e eeuw maakte het Graafsbos deel uit van het grotere "Des Heeren Graven Bosschen", eigendom van de graaf van Hoogstraten. Later werd het gebied ontbost. In 1850 kwam het via de gemeente Merksplas als woeste grond in handen van de heer Splingard. Hij nivelleerde het gebied en beboste het opnieuw. Het drevenpatroon werd ook door Splingard uitgezet. Als vrijmetselaar vermeed hij hierbij elke kruisvorm.
In 1996 en 1997 kocht het Vlaams Gewest 135 ha grond, grotendeels bos, om open te stellen als wandelbos.